# Zacheüs

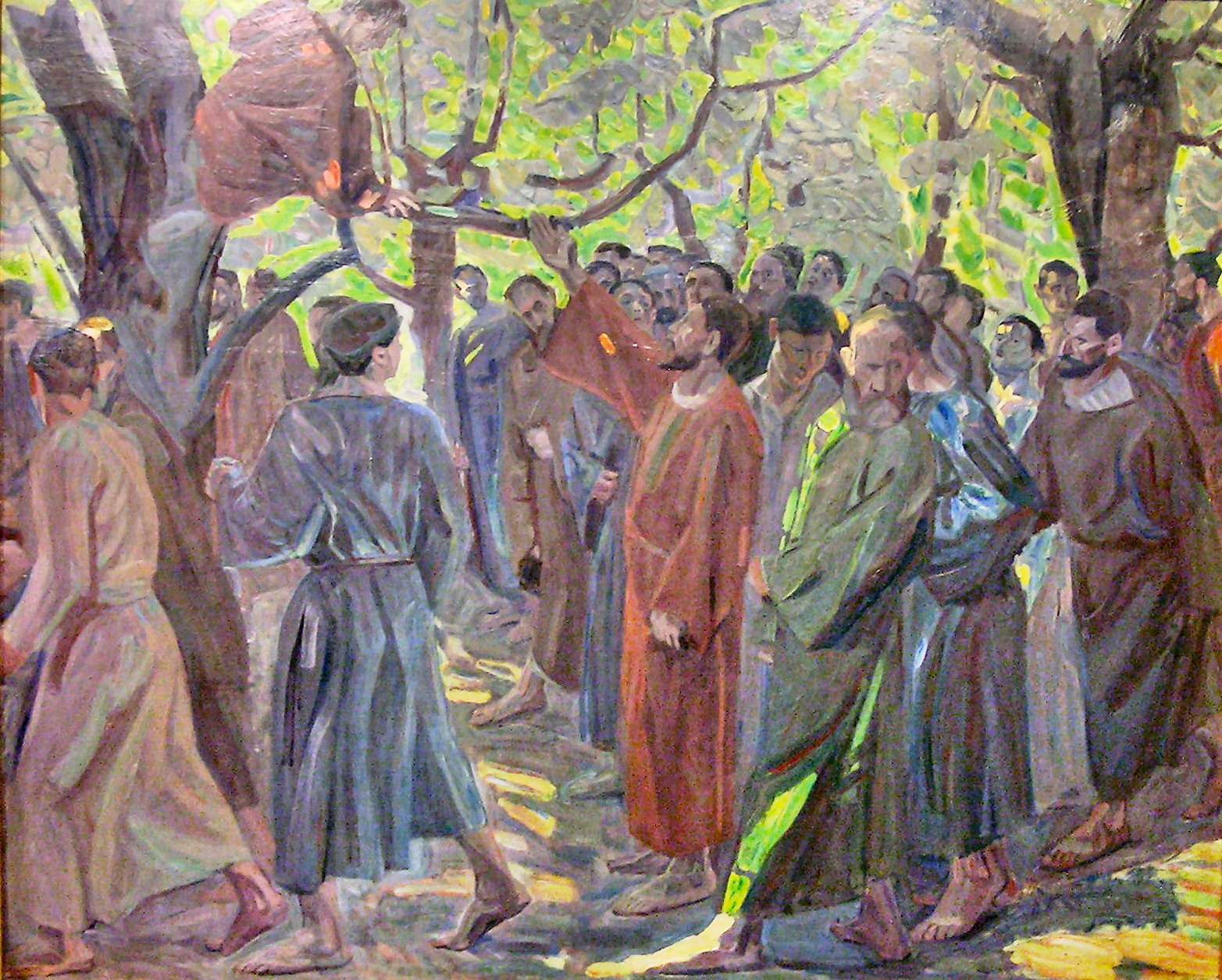
Zachäus (Niels Larsen Stevns)

Zacheüs (Grieks: Ζακχαῖος, Hebreeuws: זכי) is een persoon uit het Nieuwe Testament. Hij was de Joodse oppertollenaar van Jericho. Toen Jezus in Jericho kwam, wilde Zacheüs te weten komen wat voor iemand hij was. Vanwege de grote menigte en omdat hij klein van stuk was, liep hij vooruit en klom in een vijgenboom. Toen Jezus daar langskwam, keek hij naar boven en vroeg hij hem naar beneden te komen omdat hij in zijn huis wilde verblijven. Dat leidde tot gemopper van de omstanders, die hem als een zondig man zagen. 
Uiteindelijk gaf Zacheüs de helft van zijn bezittingen aan de armen, en alles wat hij had afgeperst, vergoedde hij viervoudig. Daarop zei Jezus: ‘Vandaag is er redding gekomen voor dit huis, want ook hij is een zoon van Abraham.'
Dit verhaal is te vinden in Lucas 19:1-10. Het volgt direct op de genezing van Bartimeüs, die blind was en dus aanvankelijk ook Jezus niet kon zien.
Zijn feestdag is 20 augustus.